# Gaggal Airport

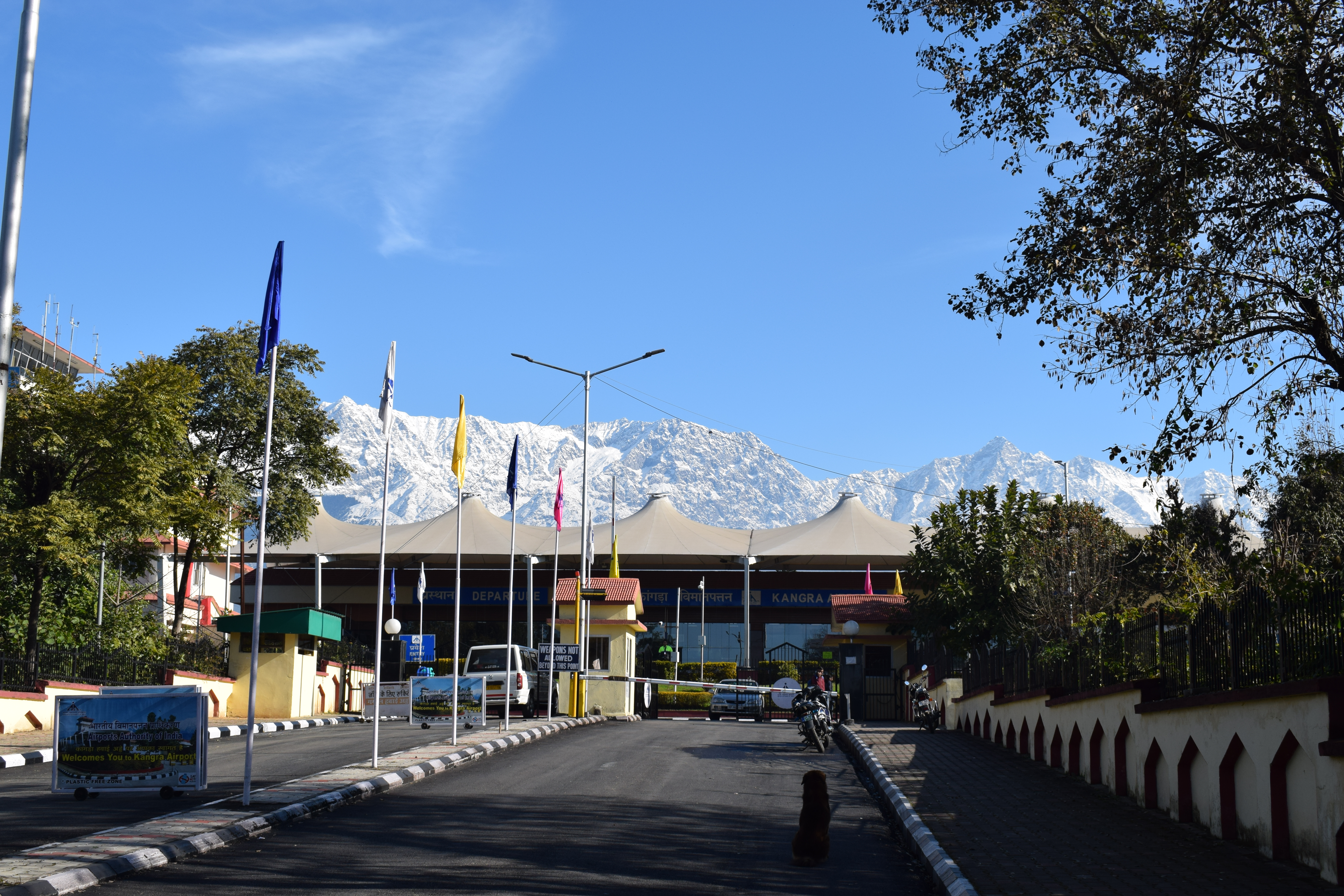
Gaggal Airport

Gaggal Airport, även känt som Kangra Airport och Dharamsala-Kangra Airport, är en flygplats i närheten av Gaggal, Himachal Pradesh, Indien. Flygplatsen ligger 14 kilometer sydväst om  Dharamshala.